# BRDC International Trophy 1951
Il BRDC International Trophy 1951 è stata una gara di Formula 1 extra-campionato tenutasi il 5 maggio, 1951 sul Circuito di Silverstone, nel Northamptonshire, in Gran Bretagna. La corsa, disputatasi in 2 batterie di 15 giri e una finale di 35 giri, è stata vinta dall'inglese Reg Parnell su Ferrari 375 dopo la sospensione della finale al sesto giro a causa delle avverse condizioni meteorologiche.

## Gara

### Risultati

#### Finale
| Pos  | Nr | Pilota                       | Vettura                      | Giri | Tempo/Ritiro. |
| ---- | -- | ---------------------------- | ---------------------------- | ---- | ------------- |
| 1    | 35 | Reg Parnell                  | Ferrari 375                  | 6    | 16:48         |
| 2    | 31 | Duncan Hamilton              | Talbot-Lago Talbot-Lago T26C | 6    | + 21,0        |
| 3    | 14 | Peter Whitehead              | ERA Tipo B                   | 5    |               |
| 4    | 1  | Juan Manuel Fangio           | Alfa Romeo 159               | 5    |               |
| 5    | 33 | Louis Rosier                 | Talbot-Lago Talbot-Lago T26C | 5    |               |
| 6    | 18 | Maurice Trintignant          | Simca-Gordini-T15            | 5    |               |
| 7    | 7  | Tony Rolt                    | Delage 15S8                  | 5    |               |
| 8    | 29 | Johnny Claes                 | Talbot-Lago Talbot-Lago T26C | 5    |               |
| 9    | 2  | Giuseppe Farina              | Alfa Romeo 159               | 5    |               |
| 10   | 3  | Felice Bonetto               | Alfa Romeo 159               | 5    |               |
| 11   | 32 | Henri Louveau                | Talbot-Lago T26C             | 5    |               |
| 12   | 34 | Philippe Étancelin           | Talbot-Lago T26C             | 5    |               |
| 13   | 30 | Geoff Richardson             | RRA-ERA                      | 5    |               |
| 14   | 19 | Stirling Moss                | HWM-Alta                     | 5    |               |
| 15   | 10 | Bob Gerard                   | ERA Tipo B                   | 5    |               |
| 16   | 4  | Consalvo Sanesi              | Alfa Romeo 159               | 5    |               |
| 17   | 26 | Prince Bira                  | Maserati 4CLT/48             | 5    |               |
| NC   | 21 | Toulo de Graffenried         | Maserati 4CLT/48             | 4    |               |
| NC   | 20 | Harry Schell                 | Maserati 4CLT/48             | 4    |               |
| NC   | 22 | David Hampshire              | Maserati 4CLT/48             | 4    |               |
| NC   | 25 | David Murray                 | Maserati 4CLT/48             | 4    |               |
| NC   | 27 | Robert Manzon                | Simca-Gordini-T15            | 4    |               |
| NC   | 5  | Joe Kelly                    | Alta GP                      | 3    |               |
| NC   | 8  | Gordon Watson                | Alta Alta F2-F2              | 3    |               |
| NC   | 9  | Edward Miles-Martin          | ERA Tipo A                   | 2    |               |
| Rit. | 12 | Philippe Fotheringham-Parker | ERA Tipo B                   | 2    |               |
| NP   | 11 | Brian Shawe-Taylor           | ERA Tipo B                   |      |               |
| NP   | 6  | Tony Gaze                    | Alta Alta F2-F2              |      |               |
| NP   |    | George Abecassis             | HWM-Alta                     |      |               |

- Giro più veloce: Reg Parnell – 2:38.0

#### Batterie
| Pos  | Pilota               | Vettura       | Giri | Tempo/Ritiro |
| ---- | -------------------- | ------------- | ---- | ------------ |
| 1    | Juan Manuel Fangio   | Alfa Romeo    | 15   | 28:27        |
| 2    | Reg Parnell          | Ferrari       | 15   | + 3.0        |
| 3    | Felice Bonetto       | Alfa Romeo    | 15   | + 45.0       |
| 4    | Robert Manzon        | Simca-Gordini | 15   | + 46.0       |
| 5    | Brian Shawe-Taylor   | ERA           | 15   | + 1:13       |
| 6    | Stirling Moss        | HWM           | 15   | + 1:54       |
| 7    | Louis Rosier         | Talbot-Lago   | 14   | + 1 giro     |
| 8    | Toulo de Graffenried | Maserati      | 14   | + 1 giro     |
| 9    | Tony Rolt            | Delage        | 14   | + 1 giro     |
| 10   | David Murray         | Maserati      | 14   | + 1 giro     |
| 11   | Duncan Hamilton      | Talbot-Lago   | 14   | + 1 giro     |
| 12   | Joe Kelly            | Alta          | 14   | + 1 giro     |
| 13   | Edward Miles-Martin  | ERA           | 13   |              |
| NC   | Johnny Claes         | Talbot-Lago   | 8    |              |
| Rit. | John James           | Maserati      | 3    |              |
| Rit. | George Abecassis     | HWM           | 3    |              |

| Pos | Pilota                    | Vettura                          | Giri | Tempo/Ritiro. |
| --- | ------------------------- | -------------------------------- | ---- | ------------- |
| 1   | Giuseppe Farina           | Alfa Romeo                       | 15   | 27:51         |
| 2   | Consalvo Sanesi           | Alfa Romeo                       | 15   | + 31.0        |
| 3   | Prince Bira               | Maserati                         | 15   | + 59.0        |
| 4   | Bob Gerard                | ERA                              | 15   | + 1:01        |
| 5   | Maurice Trintignant       | Simca-Gordini                    | 15   | + 1:15        |
| 6   | David Hampshire           | Maserati                         | 15   | + 1:36        |
| 7   | Philippe Étancelin        | Talbot-Lago                      | 14   | + 1 giro      |
| 8   | Graham Whitehead          | ERA                              | 14   | + 1 giro      |
| 9   | Harry Schell              | Maserati                         | 14   | + 1 giro      |
| 10  | Geoff Richardson          | RRA                              | 14   | + 1 giro      |
| 11  | Henri Louveau             | Talbot-Lago                      | 14   | + 1 giro      |
| 12  | Philip Fotheringam-Parker | ERA                              | 14   | + 1 giro      |
| 13  | Tony Gaze                 | Alta Car and Engineering Company | 13   | + 2 giri      |
| 14  | Gordon Watson             | Alta Car and Engineering Company | 13   | + 2 giri      |